# Séismes de 2019 à Ridgecrest
Les séismes de 2019 à Ridgecrest sont des séismes qui se sont produits du 4 au 5 juillet 2019 à Ridgecrest, en Californie, aux États-Unis. La magnitude du choc principal était de 7,1. Le séisme a tué une personne et en a blessé 25.